# Coelites nothis
Coelites nothis är en fjärilsart som beskrevs av John Obadiah Westwood 1850. Coelites nothis ingår i släktet Coelites och familjen praktfjärilar. Inga underarter finns listade i Catalogue of Life.